# Lorenzo Veneziano

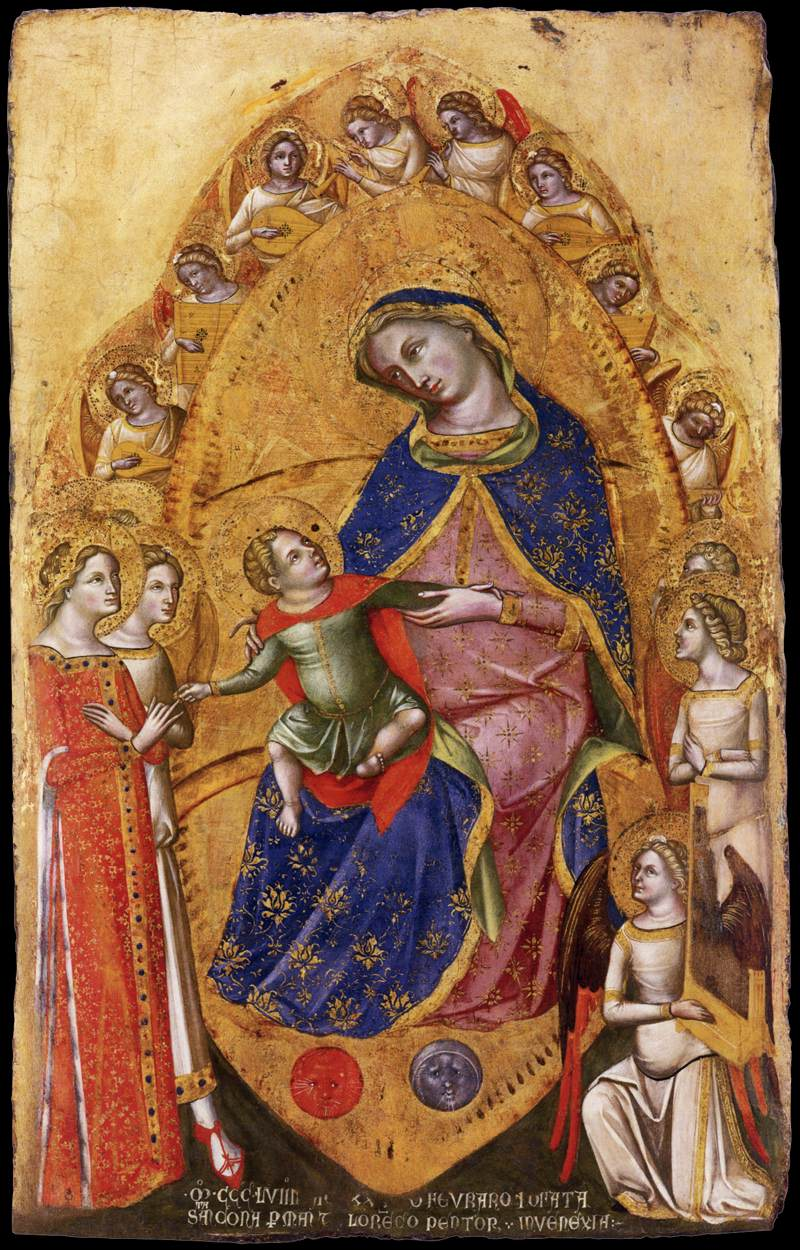
Matrimônio místico de Santa Catarina d'Alessandria

Lorenzo Veneziano (1357 – 1379) foi um pintor italiano da época do Gótico, durante a segunda metade do século XIV. Como o primeiro pintor da Escola de Veneza a começar a transição dos modelos bizantinos, preferido pelos venezianos, para o estilo gótico, Lorenzo exerceu em seu trabalho uma importante influência sobre as futuras gerações de pintores da cidade italiana.
Seu professor foi provavelmente Paolo Veneziano. Trabalhou também em Verona, Bolonha e Vicenza. Sua obra evolui para o Gótico Internacional, especialmente após entrar em contato com a arte do norte da Europa, especialmente da Boêmia. Foi um dos expoentes da Escola de Veneza. 
Suas principais obras se encontram hoje na Accademia de Veneza.

## Vida artística
Os arquivos biográficos do pintor são de difícil acesso, o que não deixa claro a respeito de quem foram as suas influências. Aparentemente, Lorenzo trabalhou extensivamente fora de seu território natal, muito provavelmente por não ter obtido sucesso na aquisição de comissões da República Veneziana.
Seu primeiro trabalho assinado foi um retábulo, cujo nome de referência é Poliptico da Anunciação ou o Poliptico do Leão, pintado para o altar maior da igreja de Sant' Antonio di Castello (atualmente se encontra na Gallerie dell'Accademia of Venice). Uma inscrição no poliptico afirma que este foi encomendado pelo patrício Domenico Lion. O retábulo representa a Anunciação com um retrato do doador Domenico Lion, o Cristo em Benção, além da figura de vários santos. A cena da Anunciação na mesa central e os profetas do registro superior, manifestam uma sensibilidade moderna aumentada, bem como uma receptividade a novas direções artísticas já presentes no Piemonte. Diversas características do Poliptico da Anunciação parecem indicar o conhecimento de Lorenzo sobre os modelos veneziano e emiliano. Estes incluem a expressividade intensiva dos rostos, a articulação dinâmica das cortinas e o abandono da maneira bizantina de deixar as cores da base escura brilharem através da carne das pessoas. O artista preferiu uma qualidade cromática com timbres refinados e nuances delicadas do tom local.
A Gallerie dell'Accademia de Veneza também possui um retábulo de Lorenzo executado em 1371. Essa execução consistiu, originalmente, em cinco painéis, nos quais uma Anunciação e seis figuras de santos foram pintadas, mas agora está dividida em obras separadas.
Lorenzo Veneziano teve um importante impacto na pintura de Veneza nas últimas décadas do século XIV. Artistas como  Guglielmo Veneziano, Giovanni da Bologna, Catarino Veneziano, Stefano di Sant'Agnese,e Jacobello di Bonomo, de forma mais limitada, foram influenciados por seu estilo.  